# Castello di Staggia Senese
Il castello di Staggia Senese o ''Rocca di Staggia'' si trova nell'omonima frazione di Poggibonsi in provincia di Siena.

## Storia
Le prime notizie sul borgo fortificato risalgono al 994. I signori di Staggia (i Soarzi) divennero in seguito una delle più potenti consorterie feudali della Valdelsa, entrando a più riprese nelle lotte tra Firenze e Siena, poiché il loro territorio si trovava sul confine tra le due rivali. Il periodo di maggior splendore del casato fu il XII secolo, mentre nel secolo successivo, quando iniziava a svilupparsi il borgo ai piedi del castello grazie al passaggio di varianti della Francigena, decaddero gradualmente. Alla fine del secolo i Franzesi, famiglia originaria del Valdarno Superiore che si era arricchita con il commercio soprattutto con la Francia (da cui il nome), acquistò il castello, ingrandendolo e ristrutturandolo. Nel 1361 la famiglia subì il fallimento commerciale e la roccaforte venne comprata dai Fiorentini, come avamposto contro i senesi. Nel 1372 le mura vennero rafforzate, trovandosi spesso al centro di lotte di confine. Nel 1431, con la consulenza di Filippo Brunelleschi, le mura cittadine vennero raccordate al castello, che divenne "cassero".
Con l'introduzione delle armi da fuoco e con la conquista di Siena (1555) le fortificazioni divennero sostanzialmente inutilizzate.

## Descrizione

### Le mura

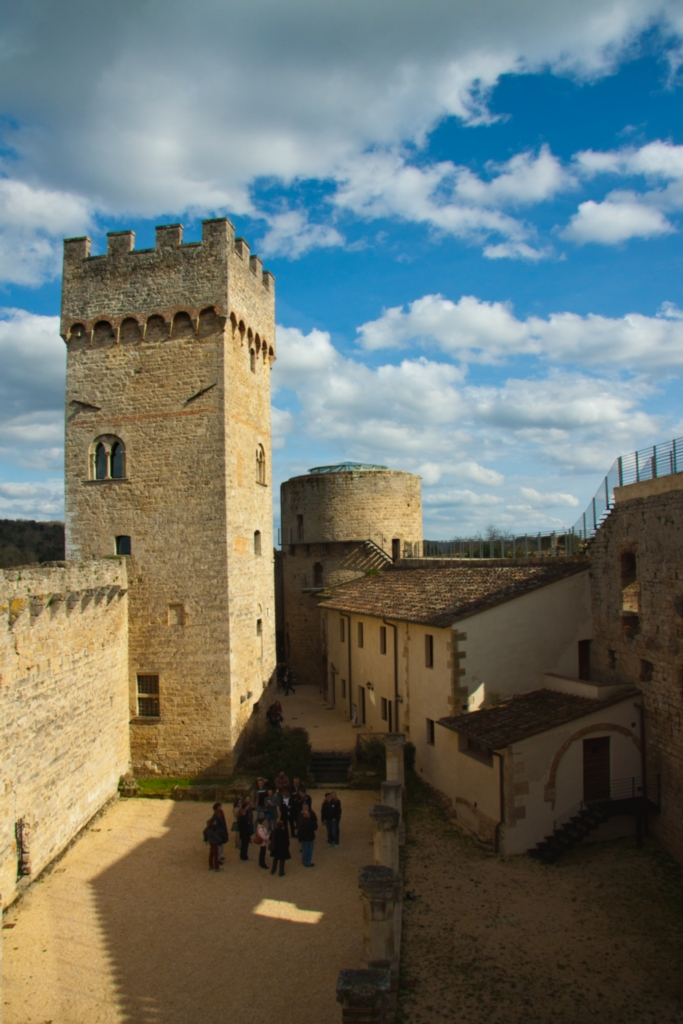
Interno del castello

Le mura sono oggi ben conservate e risalgono in gran parte all'intervento del 1372. Sono intervallate da torri di varia forma (quadrangolari, poligonali, oltre a una pseudo-ellittica non più esistente). Risultano ancora ben visibili le mensole in pietra spesso rinforzate da archi, che sostenevano il cammino di ronda. Il circuito murario è interrotto soltanto in corrispondenza dei due varchi di via Romana.
Delle tre porte esistenti in origine (Porta Romana a sud, Porta Fiorentina a nord-ovest, Porta Lecchi a nord-est) restano soltanto le ultime due, entrambe a ridosso della rocca: Porta Romana fu fatta saltare dai tedeschi in ritirata nel 1944 assieme all'alto torrione che le sorgeva subito a ponente e agli edifici adiacenti.

### Il castello
Il castello ha la forma quadrilatero irregolare e sorge su di un'altura. Il mancato allineamento agli assi viari del borgo rivela l'origine indipendente dei due nuclei. Al centro sorge il mastio quadrato, risalente all'epoca dei Soarzi, circondato da due recinti, secondo una ripartizione rara in Toscana. Sul recito più grande si ergono agli angoli due poderosi torrioni cilindrici, frutto delle aggiunte del XV secolo. Su questo lato si trovava il palazzo feudale del Franzesi, del XIV secolo, del quale restano alcuni portali, finestre lavorate e, all'interno del recinto, un grande caminetto. Sul torrione nord resta uno stemma.
Il recinto minore era usato come ambiente di servizio e luogo di rifugio per la popolazione in tempo di guerra. Vi si trovavano torri quadrate simili a quelle delle mura, ma solo una è oggi ben conservata.
L'unica porta di accesso al castello è raggiungibile grazie a una rampa che scavalca perpendicolarmente Porta Lecchi, creando due livelli stradali, unico esempio del genere in Toscana, che permettevano di dividere il flusso diretto al castello da quello sottostante.
Il castello fino ai primi anni duemila versava in stato di degrado, tuttavia era caratterizzato dalla presenza, al suo interno, di alberi da frutto (piantati quando vi alloggiavano contadini fino all'inizio degli anni ottanta) e da altri anche secolari, costituendo un ambiente molto suggestivo.
Oggi appare nella veste dovuta ai restauri conclusi tra il 2005 e il 2006, durante i quali è stato eliminato tutto il patrimonio arboreo, al fine di consolidare le strutture sono stati eseguiti inserimenti in cemento e laterizi, mentre sul prospetto meridionale, che guarda verso il centro abitato, è stato collocato un camminamento in metallo.
Il castello è di proprietà privata ed è gestito dalla "Fondazione la Rocca di Staggia".
La Rocca di Staggia è aperta al pubblico per 365 giorni all'anno.

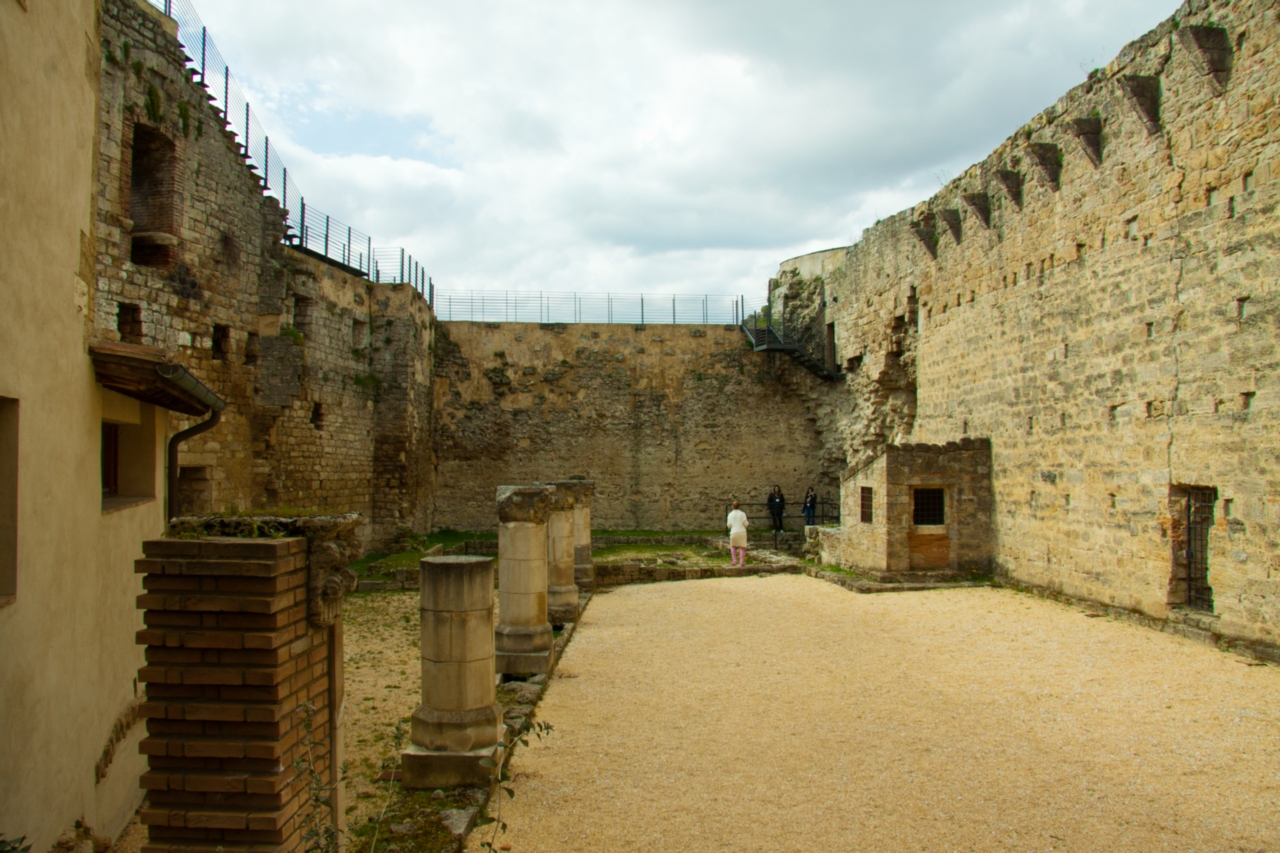
Interno del Castello